# Nehrîstivka, Ciornuhî
Nehrîstivka (în ucraineană Нехристівка) este un sat în comuna Harsikî din raionul Ciornuhî, regiunea Poltava, Ucraina.

## Demografie
Componența lingvistică a localității Nehrîstivka
     Ucraineană (93,33%)
     Rusă (5%)
     Română (1,67%)
Conform recensământului din 2001, majoritatea populației localității Nehrîstivka era vorbitoare de ucraineană (93,33%), existând în minoritate și vorbitori de rusă (5%) și română (1,67%).